# Skakklubben Sydøstfyn
Skakklubben Sydøstfyn blev stiftet i september 1979 og har frem til sommeren 2008 holdt til på Gudbjerg Skole. Nu er den hjemmehørende dels på Gudme og Gudbjerg skoler.
I 1995 spillede klubben sig for første gang op i landets bedste række. De følgende to sæsoner var den udnævnt til medfavorit i kampen om danmarksmesterskabet, men det endte skuffende i henholdsvis en 4. og en 5. plads. Et par gode spillere forlod klubben og favoritværdigheden forduftede, men sjovt nok blev det så til en overraskende bronzemedalje i 1998. I 2000 rykkede klubben ud af rækken og vendte først tilbage i 2007, hvor det blev til en enkelt sæson.
Gennem alle årene har klubben haft mellem 35 og 60 medlemmer; hvilket er ganske flot, i betragtning af den generelle afmatning skakken har oplevet de seneste 10-15 år.
Hver sommer siden 1981 har klubben været arrangør af en udendørs turnering på havnekajen i Lundeborg, en lørdag i august. Et par gange i slutningen af firserne deltog helt op mod 120 skakspillere fra alle egne af landet i dette stævne.

## Mestre
Af landets stormestre, internationale mestre og FIDE-mestre har følgende været eller er stadig medlem af Sydøstfyn:
- GM Lars Schandorff Madsen
- GM Jakob Aagaard Madsen
- IM Steffen Pedersen (individuel dansk mester 2004)
- IM Lars Borbjergaard
- IM Klaus Berg
- IM Jan Pedersen
- FM Ulrik David Rath  (individuel dansk mester 1974)

## Æresmedlemmer
- Hakon Jensen
- Holger Damkiær
- Jørgen Hansen
- Simon Rosager

I anledning af klubbens 25 års jubilæum blev der udgivet et jubilæumsskrift: Skak er livet... ISBN 87-990841-0-4

## Ekstern henvisninger
- Skakklubben Sydøstfyn